# UEFA Champions League 2004-2005 (computerspel)
UEFA Champions League 2004/2005 is een spel voor Gamecube, de PC, PlayStation 2 en de Xbox. Het centrale doel van het spel is een heel Champions League-seizoen te spelen met ongeveer 50 missies. 

## Kenmerken
Bij het seizoen is eerst het doel dat de speler zich plaatst voor de League en daarna de pouleronden spelen enz. totdat je de finale moet spelen en de cup in de wacht moet slepen. Het seizoen kun je in vier niveaus spelen: Amateur, Semiprof, Professioneel en Wereldklasse. Door missies te voltooien kan de speler punten en unlockables (extraatjes) verdienen.
Andere spelmodes zijn de aftrap (hiermee speel je een gewone wedstrijd), situatie (hiermee kun je je eigen wedstrijd simuleren) en speler creëren die de speler in zijn favoriete team kan toevoegen.
Het commentaar tijdens de wedstrijden is in het Engels en wordt verzorgd door Clive Tyledesley en Andy Gray.  EA Radio. Dit is een radio die te beluisteren valt tussen de wedstrijden van een seizoen. 

## Te kiezen divisies
- Austrian Bundesliga
- Belgia League
- Danish Superligaen
- Dutch Eredivisie
- FA Premier League
- French Division 1
- German Bundesliga 1
- Italian Serie A
- Norwegian Tippeligaen
- Portugese Superliga
- Scottish Premier
- Spanish Primera
- Swedish Allsvenskan
- Swiss Axpo Super League
- Rest of World

## Spelmodes
- Play Now - Een normale aftrapwedstrijd. Enige spelmode waarmee je Unlockables kan gebruiken.
- The Season - Een heel Champions League seizoen met alles erop en eraan.
- UEFA Champions League - In principe hetzelfde als het seizoen, maar minder uitgebreid en er kunnen geen punten gehaald worden.
- Home And Away - Speel een thuis- en een uitwedstrijd en kijk welk team het beste is in de twee wedstrijden.
- Situation - Simuleer je eigen voetbalwedstrijd.
- Practice - Een oefening om alles te testen: Hoekschoppen, vrije trappen, penalty's enz.
- Create Player - Maak je eigen voetbalspeler.

## Unlockables
Unlockables zijn geinige extra's je kan krijgen door punten te behalen tijdens het seizoen. Hier volgt een complete lijst:
- Beach Ball Mode - Voetbal met een strandbal!
- Classic Ball - Voetbal met een oude zwart-wit bal!
- Kit Pack 1 - Speciale voetbalshirts voor bepaalde teams.
- Create Player Level 1 - Nieuwe attributen om spelers te creëren.
- Vintage Bal - Voetbal met een klassieke bal!
- Blindfold The Ref - Laat de scheidsrechter nergens voor fluiten!
- Winter Ball - Voetbal met een oranje winterbal!
- Kit Pack 2 - Zie Kit Pack 1.
- Invisible Walls - De bal kan niet over de zijlijn of achterlijn gaan.
- Create Player Level 2 - Zie Create Player Level 1.
- Cricket Ball - Voetbal met een Cricket Bal!
- First Person Mode - Kruip in de huid van een speler op het veld!
- Tennis Ball - Voetbal met een Tennisbal!
- Kit Pack 3 - Zie Kit Pack 1.
- Atatürk Stadium - Speel in een officieel Champions League finale stadion!
- Bowling Ball - Voetbal met een Bowling Bal!
- Concrete Pitch - Speel op een kaal, leeg veld.
- Globe Ball - Voetbal met een Wereldbol!
- Kit Pack 4 - Zie Kit Pack 1.
- Puma Cellerator Ball - Voetbal met een officiële Puma Bal!
- Kit Pack 5 - Zie Kit Pack 1.
- Smiley Bal - Voetbal met een Smiley Bal!
- Turbo Mode - Speel een wedstrijd in standje turbo!
- Scotland Mitre Ball - Voetbal met een Schotse Bal!
- Umbro Digital X Ball - Voetbal met een officiële Umbro Bal!
- Seven on Seven - Speel zeven tegen zeven!
- Adidas Roteiro Ball - Voetbal met een officiële Adidas Bal!
- Sound FX - Voetbal met speciale geluidseffecten.

## Soundtracks
| Artiest                    | Nummer                      | Land              |
| -------------------------- | --------------------------- | ----------------- |
| Bonobo                     | Pick Up                     | Vlag van Engeland |
| Double Trouble             | Street Tough (Reloaded)     | Vlag van Engeland |
| Felix da Housecat          | Rocket Ride (Soulwax Remix) | /                 |
| Fila Brazillia             | Blowhole                    | Vlag van Engeland |
| Fingathing                 | Walk in Space               | Vlag van Engeland |
| Fingathing                 | Head 2 Head                 | Vlag van Engeland |
| The Future Sound of London | Papua New Guinea            | Vlag van Engeland |
| Hexstatic                  | Chase Me                    | Vlag van Engeland |

| Artiest             | Nummer               | Land                      |
| ------------------- | -------------------- | ------------------------- |
| Infinite Livez      | Worcestershire Sauce | Vlag van Engeland         |
| Jaga Jazzist        | Day                  | Vlag van Noorwegen        |
| Morel               | Cheerful             | Vlag van Verenigde Staten |
| Skalpel             | 1985                 | Vlag van Polen            |
| Stakka & Nu Balance | Shady                | Vlag van Engeland         |
| Swayzak             | Bergerie             | Vlag van Engeland         |
| Wagon Christ        | Nighty Night         | Vlag van Engeland         |

## Trivia
- Het nummer "Papua New Guinea" van de Britse artiest The Future Sound of London werd onder andere ook gebruikt in het computerspel 2010 FIFA World Cup South Africa.
- Het nummer "Rocket Ride (Soulwax Remix)" van de Amerikaanse artiest Felix da Housecat werd ook gebruikt in het computerspel Need for Speed: Underground 2.